# A Classic Horror Story
A Classic Horror Story ist ein italienischer Horrorfilm der Regisseure Roberto De Feo und Paolo Strippoli, der weltweit am 14. Juli 2021 auf Netflix veröffentlicht wurde. In den Hauptrollen sind Matilda Lutz, Francesco Russo, Peppino Mazzotta und Yuliia Sobol zu sehen.

## Handlung
Die schwangere Elisa bildet zusammen mit dem Arzt Riccardo, der Start-up-Gründerin Sofia, deren englischem Freund Mark und dem Wohnmobilbesitzer Fabrizio eine Fahrgemeinschaft nach Kalabrien. Als Mark eines Nachts auf einer Bergetappe am Steuer ist, erscheint plötzlich ein toter Tierkadaver auf der Straße, woraufhin der auf dem Beifahrersitz sitzende Fabrizio das Lenkrad verreißt und den Wagen gegen einen Baum am Straßenrand steuert. Erst am nächsten Morgen kommen die fünf Insassen wieder zu sich, müssen allerdings feststellen, dass sich ihr Wohnmobil nun fernab jeglicher Zivilisation auf einer großen Wiese mit einer kleinen Holzhütte befindet. Nachdem Fabrizio im nahe gelegenen Wald seltsame Menschen mit Masken und Riccardo weitere Tierkadaver gesehen hat, entschließt sich die Gruppe dazu, die ursprünglich verschlossene Hütte zu betreten. Einzig Mark bleibt zurück, da er sich beim Unfall das Bein gebrochen hat.
In der Hütte finden die vier mysteriöse Wandmalerei vor, die Fabrizio sofort als Legende der drei Brüder „Osso, Mastrosso und Carcagnosso“ identifiziert. Diese kamen laut Überlieferung einst aus einer anderen Welt auf die Erde und versprachen den Menschen Rettung, wollten im Gegenzug von ihnen aber ein Opfer haben. Als die vier daraufhin auch den Dachstuhl der Hütte durchsuchen, finden sie das junge Mädchen Chiara, dem scheinbar die Zunge herausgeschnitten wurde. Nur wenig später beobachten sie von der oberen Etage aus, wie Mark im Untergeschoss von den maskierten Personen aus dem Wald hereingetragen und letztendlich von ihnen per Blendung getötet wird.
Elisa, Fabrizio, Riccardo, Sofia und Chiara flüchten daraufhin in den Wald, finden aber einzig wieder zu ihrer Wiese zurück, von der der Wohnwagen plötzlich verschwunden ist. Widerwillig entschließen sie sich dazu, in der Hütte zu übernachten, da sie dort noch am meisten Schutz haben. In der Nacht erwacht Elisa und findet vor der Hütte dutzende maskierte Personen vor, die Riccardo und Sofia an Pfähle gebunden haben und ihnen Augen, Zunge sowie Ohren herausschneiden. Fabrizio kann Elisa noch in Sicherheit bringen, doch wenig später erkennt sie, dass ihm durch seine Hörgeräte, auf die er angeblich angewiesen ist, Regieanweisungen gegeben werden.
Fabrizio gibt sich gegenüber Elisa als Initiator der gesamten Situation zu erkennen, da er für die italienische Bevölkerung endlich mal wieder einen richtigen Horrorfilm – mit echten Toten – inszenieren wollte. Elisa kann sich später aus ihrer Gefangenschaft befreien und sich frei über das Filmset bewegen. In einem Wohnwagen entdeckt sie Fabrizio sowie Chiara, die sich als weitere Darstellerin des Schauspiels herausstellt. Mit einer Schrotflinte erschießt Elisa zunächst das junge Mädchen und im Anschluss Fabrizio vor laufender Kamera, um seinem Film ein würdiges Ende zu geben. Daraufhin irrt sie orientierungslos durch das Waldgebiet, bis sie den Zaun eines Militärgebietes, auf dem sich die Gruppe die ganze Zeit befand, erreicht und schließlich an einem viel besuchten Strand ankommt.
Später ist zu sehen, wie der von Fabrizio gedrehte Horrorfilm A Classic Horror Story beim Streamingdienst „Bloodflix“ verfügbar ist.

## Produktion

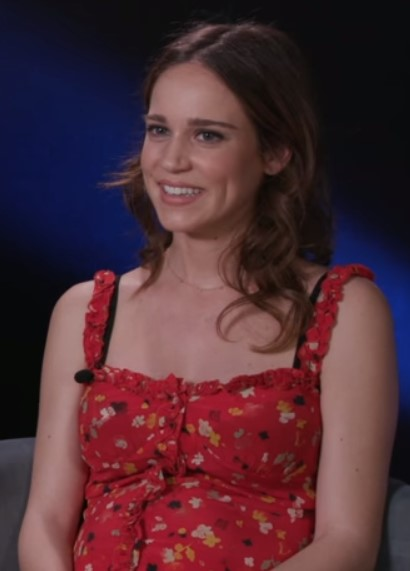
Hauptdarstellerin Matilda Lutz

Der italienische Filmemacher Roberto De Feo arbeitete mehrere Jahre lang am Horrorfilm A Classic Horror Story, der einer klischeehaften Geschichte eine originelle Wendung verleihen sollte. Als Inspiration dienten ihm unter anderem Werke wie Tanz der Teufel, Midsommar und Mysery. Nachdem die in Mailand ansässigen Produktionsfirma Colorado Film die Rechte am Film erworben hatte, suchten der Regisseur sechs Jahre lang nach Investoren, ehe sich Netflix bereiterklärte, das Filmprojekt zu finanzieren. Der Streaminganbieter wollte A Classic Horror Story gleich nach der Veröffentlichung von De Feos The Nest im Jahr 2019 umsetzen; der Regisseur war zu diesem Zeitpunkt allerdings verhindert. Stattdessen schlug De Feo Paolo Strippoli für den Regieposten vor, der mit dem Film sein Regiedebüt gab. Strippoli beteiligte sich auch am Drehbuch und schrieb den gesamten dritten Akt um; insgesamt gab es zuvor 12 Drehbuchversionen, in denen die Hauptfigur Elisa am Ende zumeist starb. Als das Projekt wenig später nach hinten verschoben wurde, kehrte De Feo zum Film zurück und übernahm gemeinsam mit Strippoli die Co-Regie. Zur Besetzung zählten neben Hauptdarstellerin Matilda Lutz auch Francesco Russo, Peppino Mazzotta, Yuliia Sobol, Will Merrick, Alida Baldari Calabria und Cristina Donadio.
Der Drehstart mit Kameramann Emanuele Pasquet sollte ursprünglich bereits im April 2020 erfolgen, musste aufgrund der COVID-19-Pandemie allerdings verschoben werden. Die Zwangspause wurde vom Produktionsteam dafür genutzt, das Drehbuch zu überarbeiten. Die Filmaufnahmen erfolgten schließlich im Sommer 2020 für fünf Wochen in Apulien und Rom. Das zentrale Haus innerhalb der Geschichte wurde von Szenenbildner Tiberio Carporossi und seinem Team innerhalb von vier Wochen auf einer Waldlichtung in Manziana erbaut und sollte sich durch ein Spitzdach mit Rautenfenster von klassischen Berghütten abheben. Das Spezialeffekteteam rund um Andrea Leanza und Federica Castelli entwarf für „Osso, Mastrosso und Carcagnosso“ rund 85 mit Acrylfarben bemalte Kunststoffmasken, die normale Menschen wie übernatürliche Entitäten im Stile von Jason Voorhees oder Michael Myers wirken lassen sollten. Leanza und Castelli waren ebenso für fünf handgefertigte Tierköpfe aus Silikon verantwortlich. Das Budget des Films betrug rund drei Millionen US-Dollar.
Für die Filmmusik zeichnete Massimiliano Mechelli verantwortlich, der Umgebungsklänge in seinen Soundtrack miteinbaute und mit Instrumenten den größtmöglichen Kontrast zu diesen schaffen wollte. Die Regisseure De Feo und Strippoli räumten der Musik eine große Präsenz im Film ein und verwendeten dafür unter anderem Songs von Gino Paoli und Sergio Endrigo.
Ein erster Teaser wurde am 21. Mai 2021 veröffentlicht, ein Trailer folgte am 16. Juni des Jahres. A Classic Horror Story feierte am 1. Juli 2022 auf dem Taormina Film Fest seine Weltpremiere und wurde weltweit am 14. Juli auf Netflix veröffentlicht. In der Startwoche war der Film die weltweit drittmeistgesehene Produktion des Streamingdienstes; insgesamt handelt es sich bei A Classic Horror Story um die dritterfolgreichste italienische Produktion des Anbieters.

## Synchronisation
Die deutschsprachige Synchronisation entstand nach einer Übersetzung und unter der Dialogregie von Angelika Scharf bei CSC Studio.
| Rolle    | Darsteller             | Synchronsprecher     |
| -------- | ---------------------- | -------------------- |
| Elisa    | Matilda Lutz           | Leonie Landa         |
| Fabrizio | Francesco Russo        | Brian Sommer         |
| Riccardo | Peppino Mazzotta       | Clemens Gerhard      |
| Sofia    | Yuliia Sobol           | Katharina von Keller |
| Mark     | Will Merrick           | Alexander Merbeth    |
| Chiara   | Alida Baldari Calabria | Emmi Bohla           |

## Rezeption

### Kritiken
A Classic Horror Story konnte 55 % der elf bei Rotten Tomatoes gelisteten Kritiker überzeugen und erhielt dabei eine durchschnittliche Bewertung von 5,8 von 10 Punkten.
Von der italienischen Presse wurde A Classic Horror Story überwiegend wohlwollend aufgenommen und zum Teil als „Revolution des italienischen Horrorkinos“ bezeichnet, nachdem zuvor jahrelang fast nur Low-Budget-Produktionen entstanden sind. Der Film orientierte sich dabei zwar stark an US-amerikanischen Genrevertretern, arbeite aber auch italienische Folklore über die Entstehung der Mafia in die Geschichte mit ein. Der Filmkritiker Tommaso Tocci führt dazu aus, die historisch-kulturelle Tradition Italiens lasse sich gut als Quelle des Gruselkinos nutzten, werde in der globalen Netflix-Produktion allerdings nur in einem begrenzten Ausmaß genutzt. Carola Proto von Comingsoon.it lobt die visuelle und stilistische Raffinesse des Films sowie seine Liebe zum Detail. Zwar sei A Classic Horror Story zu Beginn recht klischeehaft und referenziere dabei zumeist das italienische Horrorkino der 1970er und 1980er Jahre, biete im letzten Akt allerdings eine „grandiose Wendung“, die die Brillanz des Drehbuchs zeigen würde. Die Regisseure Roberto De Feo und Paolo Strippoli würden dabei mit Genreerwartungen spielen und aufzeigen, dass die Realität viel grausamer als jede Fiktion sein könne.
Auch Erik Piepenburg von der New York Times gelangt zu einem positiven Fazit und urteilt, nach einem recht schleppenden Beginn probiere sich der Film in verschiedenen Subgenres des Horrorfilms aus, darunter Torture Porn, Found Footage, Giallo, Slasher und übernatürlicher Horror. Durch die finale Wendung stelle sich auch der Sinn dieser verschiedenen Persiflagen heraus und A Classic Horror Story entpuppe sich als viel klüger und gruseliger, als er zu Beginn vermuten ließe. Zu einem ähnlichen Urteil gelangt Steffen Buchmann vom Filmdienst, für den die Wendung neue Blickwinkel eröffne, eine afilmische Ebene anschneide und Kritik am modernen Sehverhalten sowie der voyeuristischen Schaulust der Zuschauer übe. Der Twist komme jedoch zu spät und so sei die kritische Botschaft nur in einem kurzen Überraschungsmoment zu sehen; zuvor sei A Classic Horror Story ein unorigineller, wenn auch handwerklich gut gemachter Backwoods-Film.
Meagan Navarro von Bloody Disgusting unterstellt A Classic Horror Story, keiner bestimmten Verfilmung oder Horrorära Hommage zu zollen, sondern alle möglichen Elemente in den Ring zu werfen, um zu sehen, welches am besten funktioniere. Das Ergebnis sei eine bizarre, unzusammenhängende, chaotische und verworrene Geschichte, die immerhin großartige Bilder zu bieten habe. Der Film funktioniere zu Beginn am besten, wenn der Zuschauer noch nicht wüsste, was passiere. Wenn sich A Classic Horror Story im Verlaufe der Handlung allerdings auf eine Metaebene begebe, verwerfe er sein ganzes Potential und wirke insgesamt nicht stimmig.
Auch John Serba vom Decider zieht ein negatives Fazit und gibt an, das von den Regisseuren intendierte Entlarven von Horrorfilm-Klischees sei nicht überzeugend, da der Film selbst Opfer von ebendiesen werde. Ebenso würde die bluternste Grundstimmung nicht zum angedachten Genrespiel passen. Die Handlung von A Classic Horror Story sei einfallslos, stehle dabei Szenen aus Midsommar oder The Cabin in the Woods, und auch die Figuren würden weitestgehend leblos wirken.

### Auszeichnungen
Ciak d’oro 2021
- Nominierung für das Beste Regiedebüt (Roberto De Feo & Paolo Strippoli)[21]

David di Donatello 2022
- Nominierung für die Besten visuellen Effekte (Nuccio Canino)[22]

Noir in Festival 2021
- Nominierung für den „Caligari Award“[23]

Taormina Film Fest 2021
- Auszeichnung mit dem „Silbernen Charybdis“ für die Beste Regie (Roberto De Feo & Paolo Strippoli)[24]